# Kindernachrichten
Kindernachrichten sind eine Hörfunk- oder Fernsehsendung für Kinder und Jugendliche, die dem Format der Nachrichtensendung entspricht, aber speziell auf die Bedürfnisse junger Menschen  zugeschnitten ist.

## Bedarf
„Zugang zu Informationen“ ist nach Art. 17 der UN-Konvention für die Rechte der Kinder ein Grundrecht (Recht auf Information). Umfragen an Kindern zeigen, dass Informationen über tägliche Ereignisse, die sie freiwillig oder unfreiwillig mitbekommen, und deren Hintergründe, einen hohen Stellenwert besitzen. Auch das Bedürfnis, diese zu erklärt zu bekommen und zu verstehen, besteht – und auch die ihren Rechten folgende Forderung an Erwachsene, es ihnen zu erklären. Nach Spannung und Spaß ist Wissenserwerb die Hauptmotivation junger Menschen, fernzusehen. Nach einer Studie von ARD und ZDF 2003 erwarten 80 % (acht von zehn) der 6- bis 13-Jährigen, „vom Fernsehen auch mal Dinge erklärt zu bekommen, die sie noch nicht wissen“, und zwei Drittel möchten durch das Fernsehen auch erfahren, „was sonst so in der Welt passiert“.
Eine Sonderanalyse der Gesellschaft für Konsumforschung (GfK) aus dem Jahr 1987 zeigte, dass bei den nachmittäglichen Nachrichtensendungen (ARD, ZDF) an Werktagen die Zuseherbeteiligung der 8- bis 13-Jährigen zwischen 3 % und 4 % lag, bei den 19:00 Uhr-Nachrichten bei 7 % (durchschnittlich jeder fünfzehnte Zuseher war unter 13). Dieses für Erwachsene konzipierte Medium der Aufbereitung an Informationen dürfte Grundschul- wie auch ältere Kindern aber ohne ein- und weiterführende, ihrem Wissenstand angepasste Erläuterungen mehr verwirren als aufklären, und zunehmend dazu bringen, Nachrichtensendungen gar nicht mehr wahrzunehmen. Auch vorrangig markt- und unterhaltungsorientierte Sendeformate wie Infotainments bis hin zum Reality-TV gehen mutmaßlich am Informationsbedürfnis von Kindern vorbei.

## Konzept und Format
Die Nachrichtenproduktion für Kinder hat sich vor allem den folgenden Problemen zu stellen:
- „der Übertragbarkeit oder Nichtübertragbarkeit von Kriterien, die für Erwachsenen-Nachrichtenprogramme verbindlich sind (Objektivität, Vollständigkeit, Aktualität) auf Nachrichtenprogramme für Kinder;
- dem Verhältnis von Faktenlieferung und anleitend-orientierender Bewusstseinsbildung;
- dem möglichen Spektrum von Themen und Inhalten, die Kindern angeboten werden können (und müssen);
- den formalen Merkmalen des Programms, die über das Format, die Bild- und Wortsprache und die Präsentationsart des Angebots entscheiden;
- der Möglichkeit, die Kinder nicht nur den Status der Konsumenten, sondern auch den der Produzenten einnehmen zu lassen, indem sie in die Programmgestaltung und -realisation integriert werden;
- der finanziellen und personalen Ausstattung sowie der Einbindung in den (nachrichten-) organisatorischen Zusammenhang der jeweiligen Anstalt.“

Neugier und Interesse für – natürliche und technische – Umwelt und Mitmenschen sind in der Adoleszenzphase selbstverständlich. Heute herrscht in Medienforschung und darauf bezogener Kinderpsychologie die Meinung vor, dass „schwierige, nicht kindgerechte“ Themen nicht nur nicht vermieden werden sollen, sondern zentrale Inhalte einer Wissenssendung für Kinder sein müssen. Kinder beschäftigen Themen wie Katastrophen, Kriege und Verbrechen, und kommende Probleme in Gesellschaft und Umwelt nicht nur, sie bekommen auch mit, dass diese Themen ihre älteren und erwachsenen Bezugspersonen betroffen machen. Als vorrangig wird betrachtet, diese aber in Sprache und Präsentation weder zu verniedlichen, noch übermäßig distanziert darzustellen. Noch mehr als Erwachsene haben Kinder das Bedürfnis, ihre Erlebniswelt mit sich selbst in enge Beziehung zu setzen, und ihr eigenes Rollenbild an ihrem Wissen zu formen und zu messen.
Nach Susanne Müller, der ehemaligen leitenden Redakteurin der ZDF-Kindernachrichtensendung logo!, ist dabei Angemessenheit und gegenseitiger Respekt die Basis der redaktionellen Arbeit:

„Dieses Anbiedernde, eine Erscheinungsform der Kindertümelei, ist etwas vom Schlimmsten für eine Sendung wie logo. Kindertümeln heißt nämlich, Kinder nicht ernst nehmen – und weil die Kinder das merken, nehmen sie umgekehrt eine solche Sendung nicht ernst.“

## Beispiele
Beispiele für eine Kindernachrichtensendung in Deutschland sind neben logo! des ZDF die Sendungen neuneinhalb im Ersten, Minitz (SWR) und Arte Journal Junior. In Österreich gilt gemeinhin die Mini-ZiB als erste österreichische Nachrichtensendung für Kinder, allerdings gab es schon vor 1985 von der Redaktion von Am dam des Nachrichten für Kinder im Vorschulalter.